# والنات باتوم (ویرجینیای غربی)
والنات باتوم (به انگلیسی: Walnut Bottom) یک منطقهٔ مسکونی در ایالات متحده آمریکا است که در شهرستان هاردی، ویرجینیای غربی واقع شده‌است.